# Kraví hora
Kraví hora (niem. Kuhberg, 1071 m n.p.m.) – szczyt w Karkonoszach w obrębie Lasockiego Grzbietu.

## Opis
Położony w bocznym odgałęzieniu Lasockiego Grzbietu, odchodzącym na zachód spod szczytu Łysociny. W siodle pomiędzy Łysociną a Kraví horą znajduje się centralna część wsi Malá Úpa. Niewielki masyw Kraví hory jest ze wszystkich stron otoczony głęboko wciętymi dolinami potoków. Od północy jest to Rennerův potok, od zachodu i południa Malá Úpa, a od wschodu Kraví potok (niem. Plader Bach). Oba potoki są lewymi dopływami Malé Úpy.

## Roślinność
Wierzchołek i stoki porośnięte lasami - monokulturą świerkową. W ostatnich latach były one częściowo wytrzebione i obecnie liczne są powoli zarastające polany.

## Ochrona przyrody
Cały masyw leży w obrębie Parku Narodowego (Krkonošský národní park, KRNAP).

## Turystyka
Kraví hora nie jest udostępniona żadnym szlakiem turystycznym. Drogi leśne okrążające masyw zaczynają się we wsi Malá Úpa.